# 国鉄タキ8150形貨車
国鉄タキ8150形貨車（こくてつタキ8150がたかしゃ）は、かつて日本国有鉄道（国鉄）に在籍した私有貨車（タンク車）である。

## 概要
本形式は、カセイソーダ液専用の35t 積タンク車として1967年（昭和42年）6月21日に3両（コタキ8150 - コタキ8152）、1970年（昭和45年）8月4日に1両（コタキ8153）の合計4両が、川崎車輛の1社のみで製作された。
記号番号表記は特殊標記符号「コ」（全長 12 m 以下）を前置し「コタキ」と標記する。
本形式の他にカセイソーダ液を専用種別とする貨車はタム900形（130両）、タキ1400形（104両）、タキ2600形（523両）、タキ7750形（289両）等実に29形式が存在した。
1979年（昭和54年）10月より化成品分類番号「侵81」（侵食性の物質、腐食性物質、危険性度合2（中））が標記された。
所有者は、日軽化工の1社のみでありその常備駅は東海道本線の岩淵駅（現在の富士川駅）であった。
荷役方式は、タンク上部のマンホールからの上入れ、液出管と空気管使用による上出し方式であり、両管はS字管を装備している。
車体色は黒色、寸法関係は全長は10,500mm、全幅は2,420mm、全高は3,699mm、台車中心間距離は6,700mm、実容積は24.1m3、自重は13.9t、換算両数は積車5.0、空車1.4であり、台車はベッテンドルフ式のTR41Cである。
1984年（昭和59年）4月27日に全車が一斉に廃車となり同時に形式消滅となった。